# Calascio
Calascio är en ort och kommun i provinsen L'Aquila i regionen Abruzzo i Italien. Kommunen hade 136 invånare (2018).